# Team Sky/Saison 2015
Diese Liste beschreibt die Mannschaft und die Erfolge des Radsportteams Team Sky in der Saison 2015.

## Saison 2015

### Erfolge in der UCI WorldTour
| Datum         | Rennen                              | Sieger           |
| ------------- | ----------------------------------- | ---------------- |
| 24. Januar    | 4. Etappe Tour Down Under           | Richie Porte     |
| 12. März      | 4. Etappe Paris–Nice                | Richie Porte     |
| 14. März      | 4. Etappe Tirreno–Adriatico         | Wouter Poels     |
| 15. März      | 7. Etappe Paris–Nice                | Richie Porte     |
| 8.–15. März   | Gesamtwertung Paris–Nice            | Richie Porte     |
| 27. März      | E3 Harelbeke                        | Geraint Thomas   |
| 23.–29. März  | Gesamtwertung Volta a Catalunya     | Richie Porte     |
| 28. April     | 1. Etappe Tour de Romandie (MZF)    | Team Sky         |
| 10. Mai       | 2. Etappe Giro d’Italia             | Elia Viviani     |
| 23. Mai       | 14. Etappe Giro d’Italia (EZF)      | Wassil Kiryjenka |
| 7. Juni       | 1. Etappe Critérium du Dauphiné     | Peter Kennaugh   |
| 13. Juni      | 7. Etappe Critérium du Dauphiné     | Chris Froome     |
| 14. Juni      | 8. Etappe Critérium du Dauphiné     | Chris Froome     |
| 7.–14. Juni   | Gesamtwertung Critérium du Dauphiné | Chris Froome     |
| 14. Juli      | 10. Etappe Tour de France           | Chris Froome     |
| 4.–26. Juli   | Gesamtwertung Tour de France        | Chris Froome     |
| 7. August     | 6. Etappe Polen-Rundfahrt           | Sergio Henao     |
| 10. August    | 1. Etappe Eneco Tour                | Elia Viviani     |
| 10. September | 18. Etappe Vuelta a España          | Nicolas Roche    |

### Erfolge in der UCI Asia Tour
| Datum       | Rennen                   | Kat. | Fahrer       |
| ----------- | ------------------------ | ---- | ------------ |
| 5. Februar  | 2. Etappe Dubai Tour     | 2.HC | Elia Viviani |
| 9. Oktober  | 2. Etappe Abu Dhabi Tour | 2.1  | Elia Viviani |
| 11. Oktober | 4. Etappe Abu Dhabi Tour | 2.1  | Elia Viviani |

### Erfolge in der UCI Europe Tour
| Datum           | Rennen                                            | Kat. | Fahrer               |
| --------------- | ------------------------------------------------- | ---- | -------------------- |
| 19. Februar     | 2. Etappe Volta ao Algarve                        | 2.1  | Geraint Thomas       |
| 21. Februar     | 4. Etappe Vuelta a Andalucía                      | 2.1  | Christopher Froome   |
| 21. Februar     | 4. Etappe Volta ao Algarve                        | 2.1  | Richie Porte         |
| 18.–22. Februar | Gesamtwertung Volta ao Algarve                    | 2.1  | Geraint Thomas       |
| 18.–22. Februar | Gesamtwertung Vuelta a Andalucía                  | 2.1  | Christopher Froome   |
| 28. Februar     | Omloop Het Nieuwsblad                             | 1.HC | Ian Stannard         |
| 27. März        | 2. Etappe Settimana Internazionale                | 2.1  | Ben Swift            |
| 2. April        | 3b. Etappe Driedaagse van De Panne-Koksijde (EZF) | 2.HC | Bradley Wiggins      |
| 22. April       | 2. Etappe Giro del Trentino                       | 2.HC | Richie Porte         |
| 21.–24. April   | Gesamtwertung Giro del Trentino                   | 2.HC | Richie Porte         |
| 1. Mai          | 1. Etappe Tour de Yorkshire                       | 2.1  | Lars Petter Nordhaug |
| 1.–3. Mai       | Gesamtwertung Tour de Yorkshire                   | 2.1  | Lars Petter Nordhaug |
| 26. Juni        | Belarussische Meisterschaft – Einzelzeitfahren    | CN   | Wassil Kiryjenka     |
| 28. Juni        | Britische Meisterschaft – Straßenrennen           | CN   | Peter Kennaugh       |
| 6. September    | 1. Etappe Tour of Britain                         | 2.HC | Elia Viviani         |
| 8. September    | 3. Etappe Tour of Britain                         | 2.HC | Elia Viviani         |
| 10. September   | 5. Etappe Tour of Britain                         | 2.HC | Wout Poels           |
| 13. September   | 8. Etappe Tour of Britain                         | 2.HC | Elia Viviani         |
| 18. Oktober     | Chrono des Nations                                | 1.1  | Wassil Kiryjenka     |

### Erfolge in der UCI Oceania Tour
| Datum     | Rennen                                        | Kat. | Sieger       |
| --------- | --------------------------------------------- | ---- | ------------ |
| 8. Januar | Australische Meisterschaft – Einzelzeitfahren | CN   | Richie Porte |

### Zugänge – Abgänge
| Zugänge              | Team 2014               | Abgänge                      | Team 2015              |
| -------------------- | ----------------------- | ---------------------------- | ---------------------- |
| Lars Petter Nordhaug | Belkin-Pro Cycling Team | Dario Cataldo                | Astana Pro Team        |
| Elia Viviani         | Cannondale              | Joseph Dombrowski            | Team Cannondale-Garmin |
| Andrew Fenn          | Omega Pharma-Quick Step | Edvald Boasson Hagen         | MTN-Qhubeka            |
| Wouter Poels         | Omega Pharma-Quick Step | Joshua Edmondson             | An Post-Chain Reaction |
| Nicolas Roche        | Tinkoff-Saxo            | Bradley Wiggins (bis 30.04.) | Team Wiggins           |
| Leopold König        | Team NetApp-Endura      |                              |                        |

### Mannschaft
| Fahrer               | Geburtsdatum       | Nationalität           |              |
| -------------------- | ------------------ | ---------------------- | ------------ |
| Ian Boswell          | 7. Februar 1991    | Vereinigte Staaten     |              |
| Philip Deignan       | 7. September 1983  | Irland                 |              |
| Nathan Earle         | 4. Juni 1988       | Australien             |              |
| Bernhard Eisel       | 17. Februar 1981   | Österreich             |              |
| Andrew Fenn          | 1. Juli 1990       | Vereinigtes Königreich |              |
| Chris Froome         | 20. Mai 1985       | Vereinigtes Königreich |              |
| Sebastián Henao      | 5. August 1993     | Kolumbien              |              |
| Sergio Henao         | 10. Dezember 1987  | Kolumbien              |              |
| Peter Kennaugh       | 15. Juni 1989      | Vereinigtes Königreich |              |
| Wassil Kiryjenka     | 28. Juni 1981      | Belarus                |              |
| Christian Knees      | 5. März 1981       | Deutschland            |              |
| Leopold König        | 15. November 1987  | Tschechien             |              |
| David López          | 13. Mai 1981       | Spanien                |              |
| Mikel Nieve          | 26. Mai 1984       | Spanien                |              |
| Lars Petter Nordhaug | 14. Mai 1984       | Norwegen               |              |
| Danny Pate           | 24. März 1979      | Vereinigte Staaten     |              |
| Wouter Poels         | 1. Oktober 1987    | Niederlande            |              |
| Richie Porte         | 30. Januar 1985    | Australien             |              |
| Salvatore Puccio     | 31. August 1989    | Italien                |              |
| Nicolas Roche        | 3. Juli 1984       | Irland                 |              |
| Luke Rowe            | 10. März 1990      | Vereinigtes Königreich |              |
| Kanstanzin Siuzou    | 9. August 1982     | Belarus                |              |
| Ian Stannard         | 25. Mai 1987       | Vereinigtes Königreich |              |
| Christopher Sutton   | 10. September 1984 | Australien             |              |
| Ben Swift            | 5. November 1987   | Vereinigtes Königreich |              |
| Geraint Thomas       | 25. Mai 1986       | Vereinigtes Königreich |              |
| Elia Viviani         | 7. Februar 1989    | Italien                |              |
| Bradley Wiggins      | 28. April 1980     | Vereinigtes Königreich |              |
| Xabier Zandio        | 17. März 1977      | Spanien                |              |
| Stagiaires           | Stagiaires         | Nationalität           | Nationalität |
| Tao Geoghegan Hart   | Tao Geoghegan Hart | Vereinigtes Königreich |              |
| Alex Peters          | Alex Peters        | Vereinigtes Königreich |              |